# Girlfriend in a Coma
"Girlfriend in a Coma" é uma música da banda britânica de rock The Smiths do álbum Strangeways, Here We Come. O single entrou nas paradas britânicas em 22 de agosto de 1987 e lá permaneceu por 5 semanas. O single também alcançou a posição 44 na Holanda e 29 na Nova Zelândia.

## Produção
"Girlfriend in a Coma" foi inspirada na versão de Bob and Marcia da música "To Be Young, Gifted and Black" de Nina Simone. Marr relembrou: "[Morrissey e eu] adoramos absolutamente. Então 'Girlfriend in a Coma' estava tentando capturar o espírito disso. Se você ouvir as partes das cordas em ambos, talvez consiga ver." Inicialmente a banda tentou gravar a música com um arranjo inspirado no reggae, mas, insatisfeita com o som, a banda colaborou com o co-produtor Stephen Street para reorganizá-la com um som acústico mais suave.
Marr mais tarde falou positivamente sobre a música, comentando em 1993: "Nos últimos anos, ouvi 'Girlfriend in a Coma' em lojas e nos carros das pessoas, e sempre fico surpreso com o quão bom soa."

## Letra
A letra da música é contada na perspectiva de um homem cuja namorada está em coma após um acidente. A ansiedade do cantor é equilibrada por suas lembranças dos momentos ruins em letras como "Houve momentos em que eu poderia tê-la assassinado/Mas você sabe que eu odiaria que algo acontecesse com ela". A canção cita "Bye, Bye, Baby (Baby Goodbye)" do Four Seasons, uma canção que alcançou o número um no Reino Unido quando tocada pelos Bay City Rollers. A afirmação repetida "Eu sei que é sério" é prejudicada por seu tom descuidado e "o acompanhamento leve e lúdico dos demais integrantes da banda".

## Lançamento
A faixa foi o primeiro de três singles do álbum Strangeways, Here We Come, último álbum de estúdio da banda. Como tal, foi o último single a trazer material inédito gravado no lado B. Tem a distinção de conter a última música gravada pelos Smiths, "I Keep Mine Hidden". Também está incluída "Work Is a Four-Letter Word", um cover de uma música de Cilla Black, gravada na mesma sessão. A insistência de Morrissey em gravar essa música provocou a ira de Johnny Marr, que deixou o grupo logo depois.
O single em si é uma reviravolta irônica no music hall que dura apenas dois minutos e dois segundos. Embora aparentemente "leve" e cativante, a música tem tons ácidos, com letras ambíguas. A música também apresenta alguns trabalhos de guitarra de Johnny Marr.
O vídeo, que incluía clipes do filme The Leather Boys (estrelado por Rita Tushingham), foi dirigido por Tim Broad.

## Recepção crítica
A Rolling Stone classificou a música como a 34ª melhor música dos Smiths, enquanto a NME a nomeou a 20ª melhor da banda. Guitar nomeou a música como o 17º maior momento de guitarra da banda, concluindo: "Apesar das marcas d'água mais altas em outros lugares de Strangeways, ainda é o pequeno verme acústico de 'Girlfriend in a Coma' que gruda em nossa massa cinzenta por mais tempo". Consequence classificou a música como a 23ª melhor da banda, escrevendo: "há algo tão atraente em como a composição otimista de Marr entra em conflito com a comédia mais negra que a negra das letras de Morrissey."
O autor Douglas Coupland nomeou seu romance de 1998, Girlfriend in a Coma, em homenagem à música.

## Faixas

### 7"RT197
1. "Girlfriend in a Coma" - 2:02
2. "Work Is a Four-Letter Word" - 2:09

### 12"RTT197/ CassetteRTT197C
1. "Girlfriend in a Coma" - 2:02
2. "Work Is a Four-Letter Word" - 2:45
3. "I Keep Mine Hidden" - 1:57

## Formação
- Morrissey - Vocal
- Andy Rourke - Baixo
- Mike Joyce - Bateria
- Johnny Marr - Guitarra

## Posições nas paradas musicais
| Parada musical                           | Posição |
| ---------------------------------------- | ------- |
| Irlanda (IRMA)                           | 12      |
| UK Singles (The Official Charts Company) | 13      |